# Poiseul-lès-Saulx
Poiseul-lès-Saulx – miejscowość i gmina we Francji, w regionie Burgundia-Franche-Comté, w departamencie Côte-d’Or.
Według danych na rok 1990 gminę zamieszkiwało 51 osób, a gęstość zaludnienia wynosiła 3 osoby/km² (wśród 2044 gmin Burgundii Poiseul-lès-Saulx plasuje się na 859. miejscu pod względem liczby ludności, natomiast pod względem powierzchni na miejscu 554.).